# Međunarodni dan sjećanja na bebe anđele
Međunarodni dan sjećanja na bebe anđele (eng. Pregnancy and Infant Loss Remembrance Day) međunarodni je dan koji se obilježava 15. listopada. Posvećen je sjećanju na preminule bebe tijekom trudnoće ili neposredno nakon rođenja te pružanju podrške njihovim obiteljima.
Dan je ustanovljen na inicijativu Lise Brown i Robyn Bear, koje su osnovale organizaciju "15th October". Njihov cilj bio je obilježiti dan koji će podići svijest o perinatalnom gubitku i pružiti priliku za javno priznavanje i obilježavanje života izgubljenih beba.
Diljem svijeta organiziraju se različiti događaji i aktivnosti kojima se obilježava ovaj dan kao što su: javna okupljanja i komemoracije, edukativne tribine, paljenje svijeća i osvjetljavanje značajnih građevina, stručni skupovi o perinatalnom zdravlju i dr.
Dan sjećanja na bebe anđele ima višestruku važnost jer pruža prostor za javno izražavanje tuge roditeljima koji su izgubili dijete, podiže svijest o važnosti stručne podrške nakon gubitka, educira okolinu o primjerenim načinima pružanja podrške te potiče razvoj sustava podrške u zdravstvenim ustanovama.
Perinatalni gubitak odnosi se na gubitak djeteta nakon 22. tjedna trudnoće do 7 dana nakon rođenja. Unatoč učestalosti ovakvih gubitaka, roditelji često nemaju adekvatnu podršku okoline i zdravstvenog sustava. Mnogi se susreću s nedostatkom razumijevanja i potrebom za samostalnim traženjem psihološke pomoći.
Glavni ciljevi obilježavanja ovog dana uključuju: organizaciju stručne podrške u bolnicama, edukaciju medicinskog osoblja, razvoj sustava psihološke pomoći, podizanje svijesti o potrebama ožalošćenih roditelja i poticanje društvenog okruženja koje prepoznaje i priznaje perinatalni gubitak.